# Симеон (архиепископ Тверской)

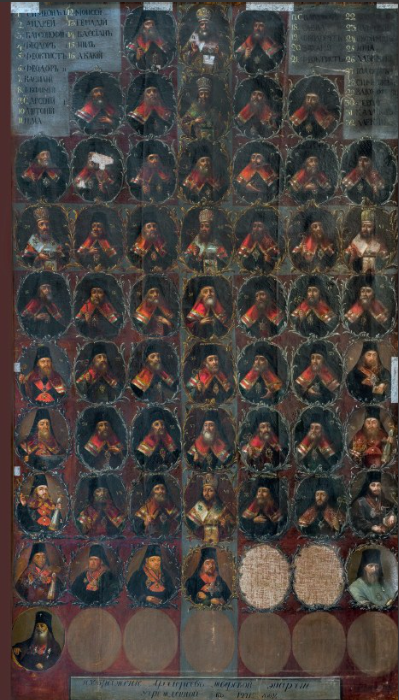
Портреты епископов Тверских, кон. XVIII — сер. XIX вв. Портрет еп. Симеона под номером 28

Архиепископ Симеон (ум. июль 1681) — епископ Русской православной церкви, архиепископ Тверской и Кашинский.

## Биография
С 1671 года упоминается архимандритом Новгородского Юрьева монастыря.
16 апреля 1676 года хиротонисан во епископа Тверского и Кашинского с возведением в сан архиепископа.
16 июня того же года находился при короновании царя Феодора Алексеевича.
В 1678 году присутствовал на соборе в Москве об обряде шествия на осляти в неделю Ваий.
Скончался в июле 1681 года.